# Cantal
Cantal (IPA: [kɑ̃ˈtal]; okcitánul: Cantal / Cantau / Chantal / Chantau) a 83 eredeti département egyike, amelyeket a francia forradalom alatt 1790. március 4-én hoztak létre.

## Elhelyezkedése
Franciaország középső részén terül el, Auvergne-Rhône-Alpes régió (2015 végéig Auvergne régió) része. A megyét keletről Haute-Loire, délről Lozère és Aveyron, nyugatról Lot és Corrèze, északról pedig Puy-de-Dôme megyék határolják.

## Települések
A megye legnagyobb városai 2011-ben:
| Település         | Népesség |
| ----------------- | -------- |
| Aurillac          | 27 338   |
| Saint-Flour       | 6 711    |
| Arpajon-sur-Cère  | 6 053    |
| Mauriac           | 3 836    |
| Ytrac             | 3 902    |
| Riom-ès-Montagnes | 2 698    |
| Maurs             | 2 182    |
| Murat             | 1 983    |
| Ydes              | 1 844    |
| Vic-sur-Cère      | 1 982    |

## Galéria

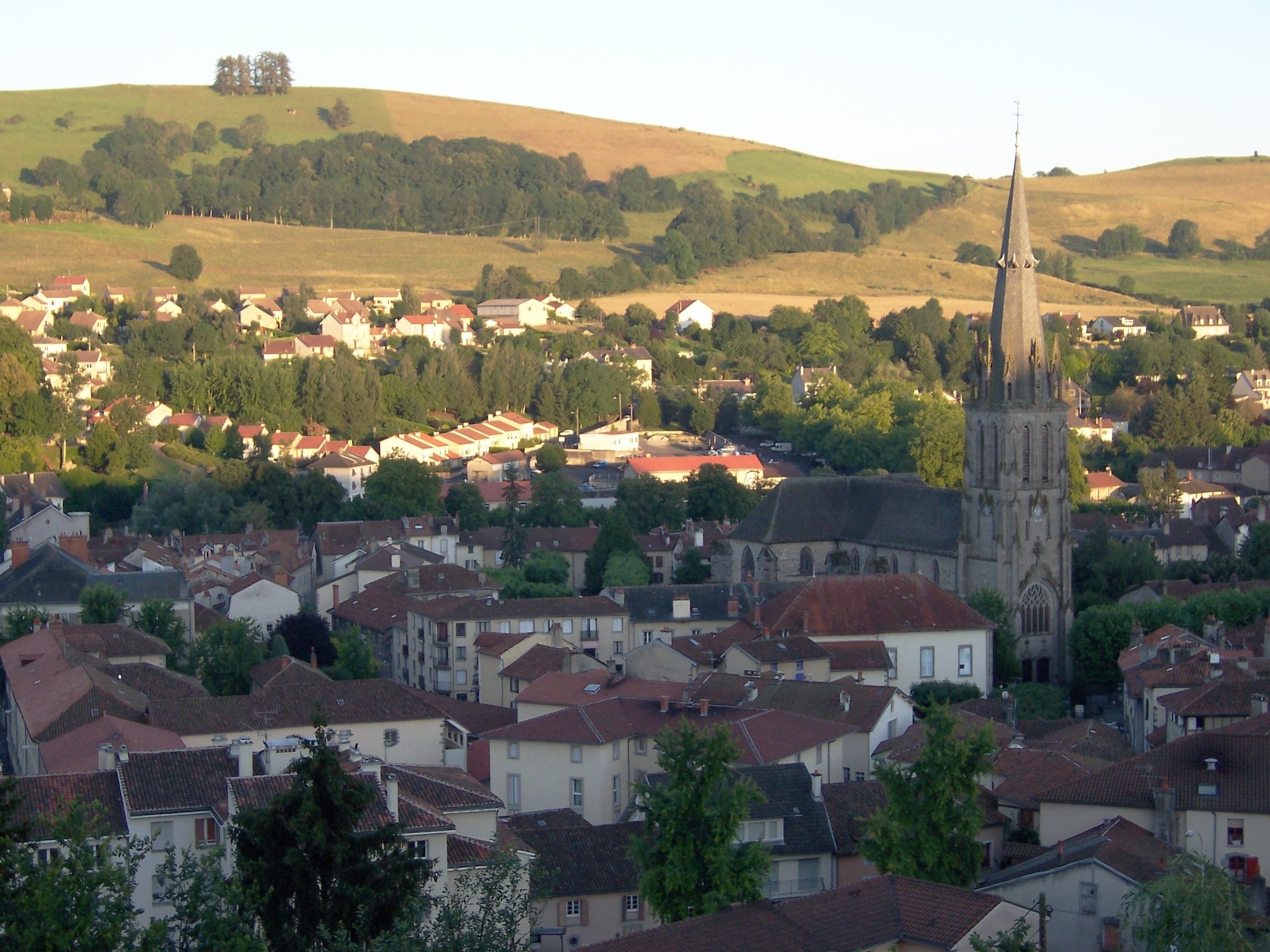
Aurillac
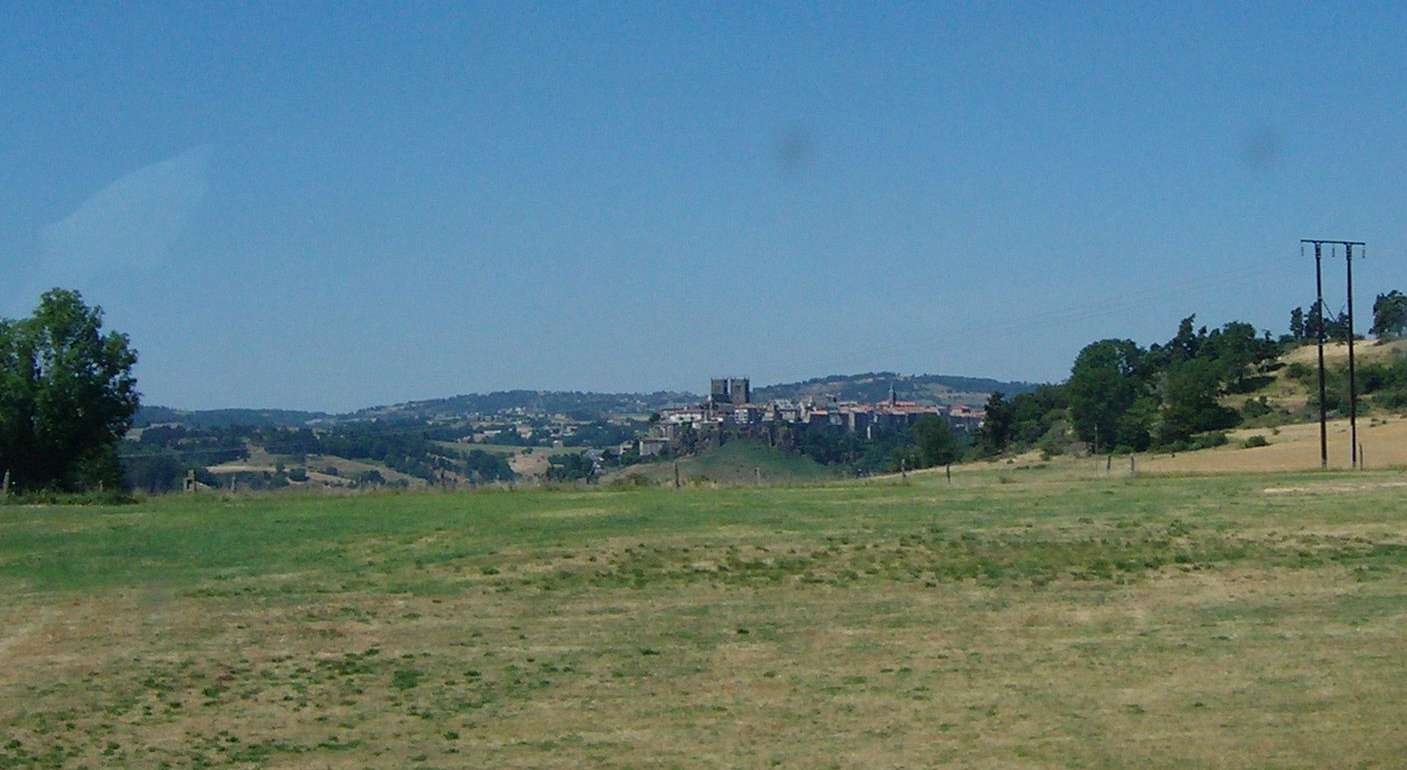
Saint-Flour
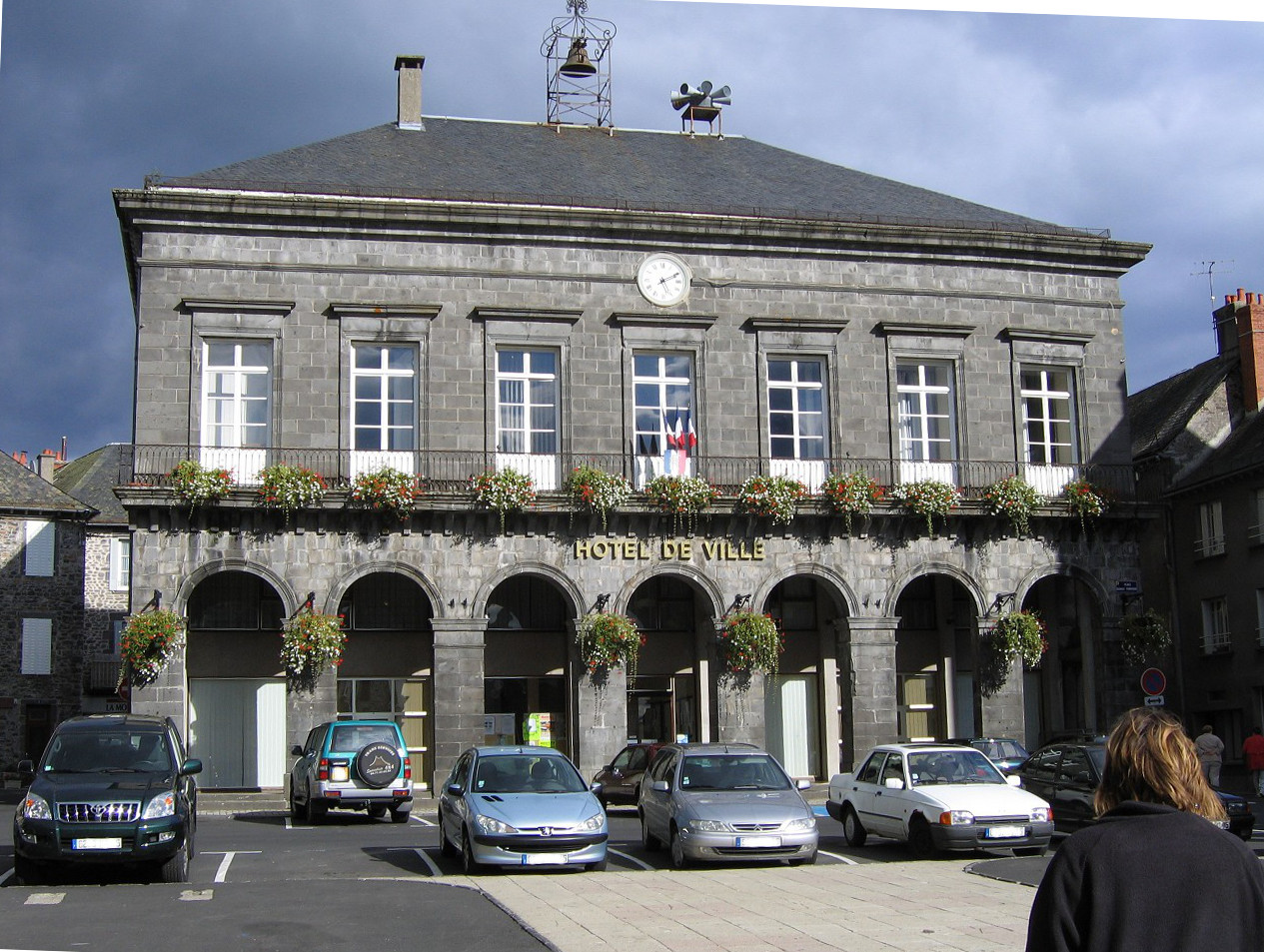
Mauriac
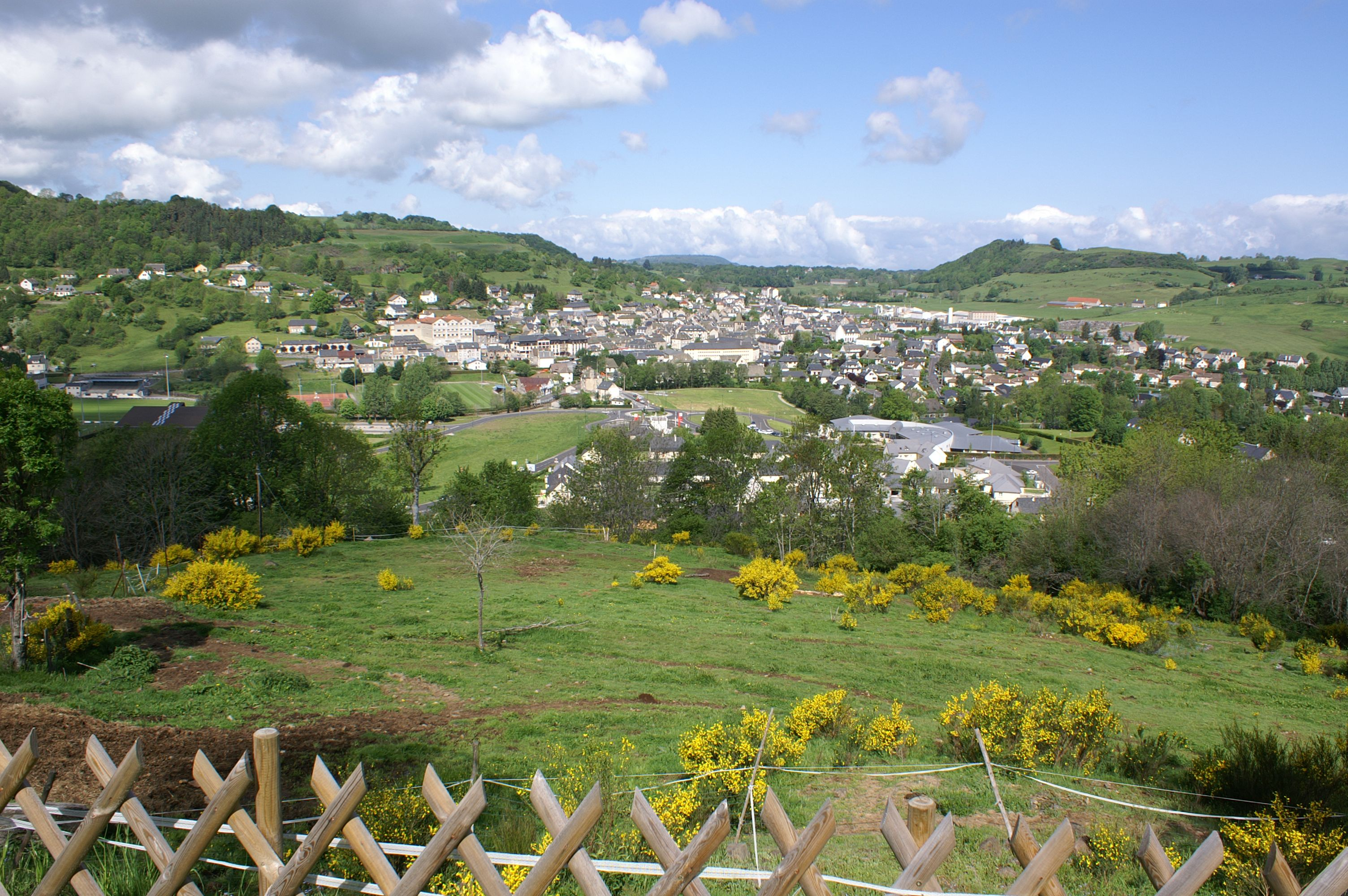
Riom-ès-Montagnes